# Aversió al risc
 Aversió al risc  és un concepte usat en economia, finances i psicologia relacionat amb el comportaments dels consumidors i inversors. L'aversió al risc és la preferència d'una persona a acceptar una oferta amb un cert grau de risc abans que una altra amb una mica més de risc però amb major rendibilitat. Fora dels camps més matemàtic de l'economia i les finances, la gent ha de prendre decisions sobre com enfrontar-se cada dia als riscos.

## Nota
1. ↑  Jack Meyer. Measuring risk aversion.  Now Publishers Inc, setembre 2006, p. 2 -. ISBN 978-1-933019-45-1 [Consulta: 17 gener 2012].